# انجمن خواهری
انجمن خواهری (به انگلیسی: Sorority Row) یک فیلم ترسناک به کارگردانی استوارت هندلر، محصول سال ۲۰۰۹ آمریکا است که در ۱۱ سپتامبر ۲۰۰۹ توسط سامیت انترتینمنت در ایالات متحده منتشر شد.

از بازیگران بریانا اویگان، لیه پایپس، رومر ویلیس و کری فیشر اشاره کرد.

## جوایز
| سال  | مراسم                       | دسته                                     | دریافت کنندگان | نتیجه    |
| ---- | --------------------------- | ---------------------------------------- | -------------- | -------- |
| ۲۰۰۹ | جوایز برگزیدهٔ نوجوانان ۲۰۱۰ | انتخاب فیلم: بازیگر ترسناک / هیجان انگیز | آدرینا پاتریج  | نامزدشده |
| ۲۰۰۹ | جوایز برگزیدهٔ نوجوانان ۲۰۱۰ | انتخاب فیلم: بازیگر ترسناک / هیجان انگیز | رومر ویلیس     | نامزدشده |